# Bataille de Djezaa
Guerre civile syrienne
Batailles
La bataille de Djezaa se déroule du 19 août au 2 septembre 2014 lors de la guerre civile syrienne. Elle s'achève par la victoire des YPG, qui repoussent une offensive de l'État islamique près de Hassaké.

## Déroulement
Le 19 août 2014, les forces djihadistes de l'État islamique attaquent les YPG à Djezaa, à l'est de Hassaké. Les premiers jours d'affrontements sont les plus sanglants, l'EI s'empare de la moitié de la ville mais les YPG parviennent à tenir l'autre partie. Le 30 août, les forces kurdes reprennent deux villages et cinq hameaux dans les environs. La bataille s'achève après 14 jours de combats,.
Selon le journaliste de Paris Match François de Labarre, qui semble s'appuyer sur des sources kurdes, 85 membres des YPG sont tués, dont 35 femmes, ainsi que 200 djihadistes. L'EI laisse également quatre prisonniers. L'Observatoire syrien des droits de l'homme (OSDH) n'est de son côté pas en mesure de donner un bilan exhaustif mais recense la mort d'au moins 40 combattants kurdes et 24 djihadistes.